# Hoplia squamifera
Hoplia squamifera är en skalbaggsart som beskrevs av Hermann Burmeister 1844. Hoplia squamifera ingår i släktet Hoplia och familjen Melolonthidae. Inga underarter finns listade i Catalogue of Life.